# Leptotes vellozicola
Leptotes é uma pequena espécie de orquídea de crescimento cespitoso endêmica da Chapada Diamantina, na Bahia, no Brasil, onde vivve de modo epífita sobre espécies de Velloziaceae. Apresentam rizoma curto e pseudobulbos muito pequenos que quase imperceptivelmente prolongam-se em uma carnosa folha teretiforme curta e ereta. A inflorescência é apical, curta, e comporta de uma a poucas flores pequenas e bem abertas. As flores geralmente são de coloração rósea, com labelo manchado de púrpura ou lilás. As pétalas e sépalas são parecidas, o labelo é trilobado, em algumas espécies com margens serrilhadas, possuindo garras que se prendem aos lados da coluna. Esta é curta e possui seis polínias de tamanhos desiguais, quatro grandes e duas pequenas. São plantas relacionadas à Loefgrenianthus e Pseudolaelia.
Pertence ao grupo de Leptotes de folhas curtas, e flores mais arredondadas e mais abertas, porém menores. Pode ser reconhecida por ser a única espécie com um proeminente calo na parte terminal do labelo.